# Pleasanton (Texas)
Pleasanton é uma cidade localizada no estado norte-americano de Texas, no Condado de Atascosa.

## Demografia
Segundo o censo norte-americano de 2000, a sua população era de 8266 habitantes.
Em 2006, foi estimada uma população de 9554, um aumento de 1288 (15.6%).

## Geografia
De acordo com o United States Census Bureau tem uma área de
16,6 km², dos quais 16,6 km² cobertos por terra e 0,0 km² cobertos por água. Pleasanton localiza-se a aproximadamente 110 m acima do nível do mar.

## Localidades na vizinhança
O diagrama seguinte representa as localidades num raio de 36 km ao redor de Pleasanton.